# قشيعة
القشيعة أو تصلب الجلد المتحدد أو تصلب الجلد الموضّع (بالإنجليزية: morphea)، هي شكل من أشكال تصلب الجلد تتمثل بتشكل بقع معزولة من الجلد المتصلب على الوجه واليدين والقدمين، أو في أي مكان آخر من الجسم، دون اشتراك الأعضاء الداخلية.

## أنواعه
تتظاهر القشيعة على شكل بقع سميكة ومتصلبة على الجلد، نتيجة زيادة ترسب الكولاجين في الأنسجة تحت الجلد، ينقسم إلى خمسة أنواع عامة :القشيعة اللوحية، القشيعة العامة، تصلب الجلد الخطي، القشيعة الفقاعية، القشيعة العميقة.ويعتقد أن للعوامل الوراثية  دور هام في حدوث القشيعة إضافة إلى الحساسية العالية للمثبطات مثل أضداد الإنزيم توبوأيزوميراز وأضداد الهيستون.

## العلامات والأعراض
غالبًا ما تظهر القشيعة على شكل لطاخات أو لويحات بقطر بضعة سنتيمترات، لكنها قد تظهر أيضًا على شكل شرائط أو آفات نقطية أو عقيدات.:171
القشيعة هي سماكة وتصلب في الجلد والأنسجة تحت الجلد ناتجة عن ترسب الكولاجين بشكل مفرط. تشمل القشيعة حالات محددة تتراوح من تشكل لويحات صغيرة جدًا على الجلد إلى الأمراض المنتشرة التي تسبب تشوهات وظيفية وشكلية. يميز القشيعة عن التصلب الجهازي افتقارها المفترض لاشتراك الأعضاء الداخلية. لا يشمل مخطط التصنيف هذا الشكل المختلط من القشيعة التي تحدث فيه أشكال مختلفة من الآفات الجلدية لدى نفس الفرد. قد يقع نحو 15% من مرضى القشيعة ضمن هذه الفئة غير المعترف بها سابقًا.

## الوبائيات
تنتشر القشيعة في النساء أكثر من الرجال بنسبة 
1:3 وبصفة عامة يصيب 0.02-0.04 شخص من 100.000 .
القشيعة هو شكل من أشكال تصلب الجلد أكثر شيوعًا عند النساء منه عند الرجال، بنسبة 3: 1. تحدث القشيعة في مرحلة الطفولة وكذلك في حياة البالغين. القشيعة حالة غير شائعة يُعتقد أنها تصيب 2 إلى 4 من كل 100000 شخص. لم يتم إجراء دراسات كافية على حدوث وانتشار. قد لا يتم الإبلاغ عن القشيعة أيضًا، حيث قد لا يكون الأطباء على دراية بهذا الاضطراب، وقد تتم إحالة لويحات القشيعة الأصغر في كثير من الأحيان إلى طبيب الأمراض الجلدية أو أخصائي الروماتيزم.

## السبب
لا يعرف الأطباء والعلماء سبب القشيعة. تشير تقارير الحالة ودراسات المراقبة إلى وجود تواتر أعلى في التاريخ العائلي لأمراض المناعة الذاتية لمرضى القشيعة. أظهرت اختبارات الأجسام المضادة الذاتية المرتبطة بالقشيعة تواترات أعلى للأجسام المضادة للهستون والأجسام المضادة للتوبوإيزوميراز IIa. دعمت تقارير الحالة للقشيعة المترافقة مع أمراض المناعة الذاتية الجهازية الأخرى مثل التهاب الأقنية الصفراوية الأولي والبهاق والذئبة الحمامية الجهازية اعتبار القشيعة مرض مناعي ذاتي.
قد تكون لعدوى البوريليا البرغدورفيرية دور في تحريض نوع مناعي ذاتي من تصلب الجلد؛ يمكن أن يطلق عليه «القشيعة المبكرة المرتبطة بالبوريليا» وتتميز ببدايتها في سن مبكر، والعدوى بالبوريليا البرغدورفيرية، وظواهر المناعة الذاتية الواضحة التي تعكسها العوامل المضادة للنوى عالية العيار الحجمي.

## العلاج
1. تثبيط المناعة الذاتية بواسطة الأشعة فوق البنفسجية.
2. إذابة وتحلُل الكولاجين تحت الجلد باستخدام أنزيمات طبيعية.

على مر السنين، جُربت العديد من العلاجات المختلفة للقشيعة بما في ذلك الكورتيكوستيرويدات الموضعية والجهازية وداخل الآفات. استُخدمت مضادات الملاريا مثل هيدروكسي كلوروكوين أو الكلوروكوين. جُربت المعدلات المناعية الأخرى مثل الميثوتركسيت والتاكروليموس الموضعي والبنيسيلامين. قد يواجه الأطفال والمراهقون الذين يعانون من القشيعة النشطة (تصلب الجلد الخطي، والقشيعة العامة والقشيعة المختلطة: الخطية والمحدودة) من زيادة أكبر في نشاط المرض أو حدوث التلف بسبب الميثوتريكسيت الفموي بالإضافة إلى البريدنيزون مقارنةً مع الدواء الوهمي بالإضافة إلى البريدنيزون. وصف بعض الأطباء فيتامين د بنجاح. استُخدم أيضًا ضوء الأشعة فوق البنفسجية UVA مع أو بدون السورالين. يعد UVA-1، وهو طول موجي محدد لضوء الأشعة فوق البنفسجية، قادرًا على اختراق الأجزاء العميقة من الجلد، وبالتالي، يعتقد أنه يلين اللويحات في القشيعة عبر آليتين: عن طريق التثبيط المناعي الجهازي بضوء الأشعة فوق البنفسجية، أو عن طريق تحريض الإنزيمات التي تحلل الكولاجين في الجلد كجزء من الشيخوخة الطبيعية للجلد الناتجة عن التعرض لأشعة الشمس. رغم ذلك، هناك أدلة محدودة على أن UVA ‐ 1 (50 J/cm²)، وجرعة منخفضة من UVA ‐ 1 (20 J/cm²)، وUVB ضيقة النطاق تختلف عن بعضها البعض في الفعالية في علاج الأطفال والبالغين الذين يعانون من القشيعة النشطة.

## وصلات خارجية
- UT-Southwestern Medical Center at Dallas Morphea Registry
- Scleroderma Foundation
- Scleroderma Society of Ontario نسخة محفوظة 29 يناير 2008 على موقع واي باك مشين.
- International Scleroderma Network
- The Scleroderma Research Foundation
- UK Scleroderma Society